# USS Kearsarge (1861)

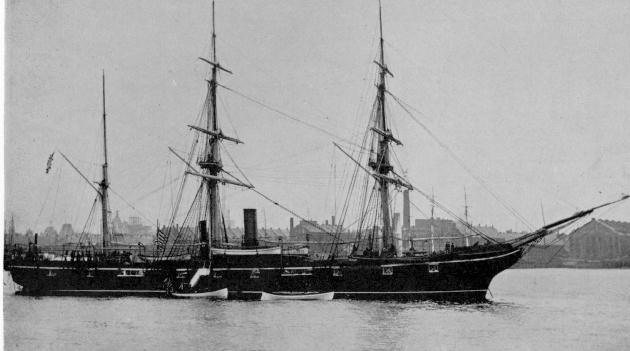
De USS Kearsarge in 1861

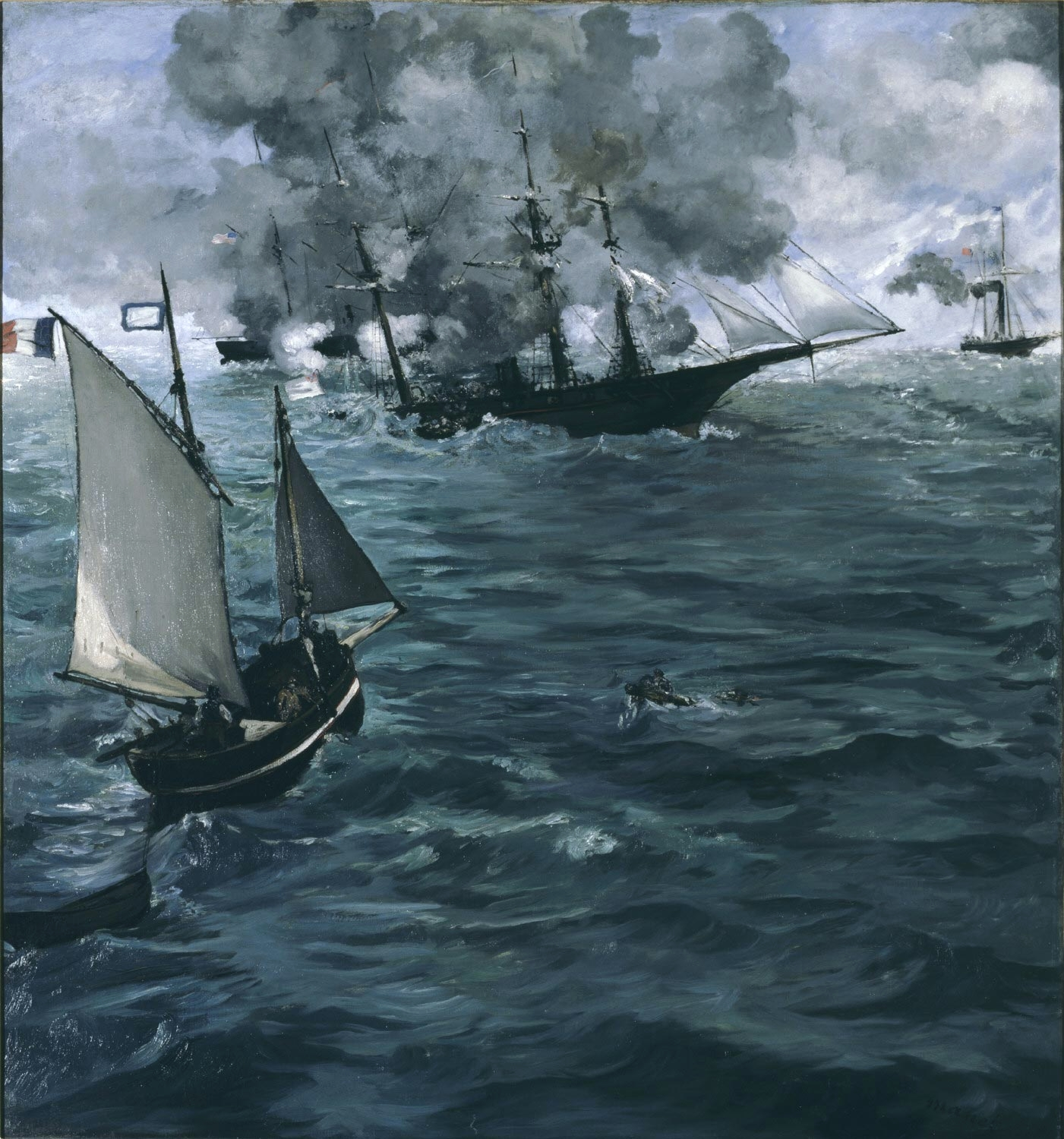
De slag tussen de USS Kearsarge en de CSS Alabama - Édouard Manet (Philadelphia Museum of Art)

De USS Kearsarge was een oorlogsschip van de Amerikaanse marine.
De Kearsarge is genoemd naar Mount Kearsarge in de staat New Hampshire, werd gebouwd in Portsmouth en te water gelaten op 5 oktober 1861. Het schip woog 1550 ton, was 198 voet lang, had een bemanning van 160 manschappen, had een maximumsnelheid van 11 knopen en was bewapend met zeven kanonnen en houwitsers. Op 24 januari 1862 kwam in het vaart, waarna het naar Europa werd gezonden. In juni 1864 voer het voor de Franse kust, waar het op 19 juni voor de haven van Cherbourg tot een treffen kwam met de CSS Alabama. De urenlange strijd eindigde met de keldering van het geconfedereerde schip. Drie manschappen van de USS Kearsarge raakten daarbij gewond, waarvan er één later overleed. De Kearsarge bleef in de vaart tot 1894, toen hij vastliep op Roncador Bank.